# José María Pérez Gay
José María Pérez Gay (Ciudad de México, 15 de febrero de 1944 - 26 de mayo de 2013) fue un escritor, traductor, académico y diplomático mexicano, asesor en materia internacional de Andrés Manuel López Obrador. Fue agregado cultural de varias embajadas y fue embajador de México en Portugal. Residió en Alemania durante 15 años. Fue traductor al español de Johann Wolfgang Goethe, Thomas Mann, Franz Kafka, Karl Kraus, Hermann Broch, Walter Benjamin, Habermas, Theodor Adorno, Joseph Roth, Elías Canetti y Hans Magnus Enzensberger, entre otros escritores. Falleció a los 69 años. 

## Formación académica
Fue licenciado en ciencias y técnicas de la información por la Universidad Iberoamericana y doctor en filosofía y germanística por la Universidad Libre de Berlín. Fue agregado cultural de la Embajada de México en la República Federal Alemana, y consejero cultural en las embajadas de México en Austria y Francia.[cita requerida]

## Cargos de importancia
- Agregado cultural de la Embajada de México en la República Federal Alemana
- Consejero cultural en las embajadas de México en Austria y Francia
- Subdirector de Radio Educación
- Director del suplemento cultural La Jornada Semanal de La Jornada
- Colaborador en Unomásuno y La Agricultura en México (suplemento de la revista Siempre!)
- Miembro del Consejo Editorial de la revista Nexos
- Director fundador del Canal 22, el cual durante su gestión se hizo acreedor al Premio Cámara de la UNESCO
- Embajador de México en Portugal (2001-2003)
- Asesor en materia de asuntos internacionales del Gobierno del Distrito Federal

## Reconocimientos
Entre otros, obtuvo el Premio Nacional de Periodismo de México en Divulgación Cultural en 1996. El gobierno de la República Federal de Alemania le confirió la Orden de la Gran Cruz al Mérito, en 1992. La Dirección General del Goethe-Institut le otorgó la Medalla Goethe, y en 1996 el gobierno de la República de Austria lo distinguió con la Cruz de Honor para las Ciencias y las Artes, Primera Clase, por sus aportaciones a la investigación de la cultura del Imperio austrohúngaro.

## Problemas de salud y fallecimiento
Respecto a José María Pérez Gay, no llegaron a un diagnóstico definitivo al tratar de determinar las razones de sus problemas de salud. Se pensó en una de varias posibilidades: síndrome de Klinefelter, esclerosis lateral, parálisis supranuclear progresiva, enfermedad de Pick (esta última una forma de atrofia cerebral); no obstante, existen indicios de que falleció a causa de leucoaraiosis. Sus cenizas se esparcieron, al igual que las de su abuelo y las de su padre, en el Parque España, en la colonia Condesa, en la delegación Cuauhtémoc de la Ciudad de México, en Viena, Austria y en Berlín, Alemania. 

## Obras

### De José María Pérez Gay
- Pérez Gay, José María (1991). El imperio perdido. Ciudad de México: Cal y Arena. ISBN 968-7711-74-4.[7]
- Pérez Gay, José María (2001). Tu nombre en el silencio. Ciudad de México: Cal y Arena. ISBN 968-493-375-4.

## Familia
Su abuelo fue Herminio Pérez Abreu, quien fungía en 1921 como presidente del Ayuntamiento de México y fue diputado y senador por el estado de Campeche y miembro del Congreso Constituyente de México de 1917.
Su esposa, Lilia Rossbach Suárez, mexicana, originaria de la Ciudad de México, egresada de la Licenciatura de Sociología por la Universidad Nacional Autónoma de México (UNAM), directora general de la empresa Rossbach de México SA de CV, miembro de la Asamblea Constituyente encargada de la elaboración de la primera Constitución Política de la Ciudad de México,  diputada de México en el 2020 y propuesta en el 2021 por el presidente Andrés Manuel López Obrador como embajadora de México en Argentina. Con Lilia, tuvo a sus dos hijos: Mariana, psicoterapeuta con orientación psicoanalítica, investigadora en el campo del psicoanálisis y activista comunitaria; y Pablo cineasta independiente y empresario.